# ひょうご東条インターチェンジ
ひょうご東条インターチェンジ（ひょうごとうじょうインターチェンジ）は、兵庫県加東市にある中国自動車道のインターチェンジ（開発インターチェンジ）である。「ひょうご東条ニュータウン インターパーク」の開発とともに新設された。
仮称は東条インターチェンジだったが、中国道内に同じ読みの東城インターチェンジ(広島県)があるため、現名称での開業となった。

## 道路
- E2A 中国自動車道（7-1番）

## 接続する道路
- 兵庫県道91号はりま東条インター線
- 兵庫県道313号平木南山線
- （近くに、兵庫県道17号西脇三田線）

## 料金所
- ブース数：4

### 入口
- ブース数：2
  - ETC専用：1
  - ETC・一般：1

### 出口
- ブース数：2
  - ETC専用：1
  - 一般：1

## 周辺
- 東条湖おもちゃ王国
- 道の駅とうじょう

## 歴史
- 1996年（平成8年）4月10日 : 新設のICとして開通。

## 隣
E2A 中国自動車道
(7)吉川IC - (7-1)ひょうご東条IC  - 社PA - (8)滝野社IC